# Seznam čeških igralcev
Seznam čeških igralcev.

## A
- Josef Abrhám
- Marek Adamczyk
- Jiří Adamíra
- Jaroslava Adamová
- Zlata Adamovská
- Julius Albert
- Jana Altmannová
- Jana Andresíková
- Ivana Andrlová
- Veronika Arichteva
- Jitka Asterová
- Karel Augusta

## B
- Lida Baarová
- Jiři Bábek
- Václav Babka
- Michaela Badinková
- Radek Bajgar
- Zdenka Baldová
- Eliška Balzerová
- Jiří Bartoška
- Tereza Bebarová
- Josef Bek
- Alice Bendová
- Svatopluk Beneš
- Olinka Berkova
- Jana Bernášková
- Josef Beyvl
- Josef Bláha (po mami slovenskega rodu, rojen v Novem mestu)
- Marie Blažková
- Mahulena Bočanová
- Jiřina Bohdalová
- Marek Bouda
- Nela Boudová
- Jana Boušková
- Vladimír Brabec
- Helena Brabcová
- Hana Brejchová
- Jana Brejchová
- Vlastimil Brodský
- Ondřej Brousek
- Otakar Brousek, Sr.
- Anna Brousková
- Jiří Bruder
- Petr Brukner
- Ondřej Brzobohatý
- Radoslav Brzobohatý
- Jan Budař
- Slávka Budínová
- Emil František Burian?
- Vlasta (Josef Vlastimil) Burian /Josef Vlastimil (Vlasta) Burian

## C
- Josef Carda
- Vlasta Chramostová
- Miriam Chytilová
- Ivana Chýlková
- Vilma Cibulková
- Hana Cízková
- Rudolf Cortés
- Eduard Cupák

## Č
- Josef Čáp
- Petr Čepek
- Broněk Černý
- František Černý
- Helga Čočková
- Petr Čtvrtníček

## D
- Hana Davidová
- Karel Dellapina
- Patrik Děrgel
- Jana Dítetová
- Vladimír Dlouhý
- Karel Dobrý
- Miroslav Donutil
- Marie Drahokoupilová
- Jaroslav Drbohlav
- Michael Dymek
- Jana Drbohlavová
- Zuzana Dřízhalová
- Jiří Dvořák

## E
- Marek Eben
- Karel Effa
- Miroslav Etzler

## F
- Věra Ferbasová
- Anna Ferencová
- Eman Fiala
- František Fiala (Ferenc Futurista)
- Karel Fiala
- Anna Fialová
- Pavlína Filipovská
- František Filipovský
- Martin Finger
- Monika Fingerová
- Anna Fixová
- Jitka Frantová Pelikánová
- Veronika Freimanová
- Ladislav Frej
- Kristýna Frejová
- Martin Frič
- Marta Fričová
- Markéta Frösslová
- Žaneta Fuchsová
- Louis de Funès
- Ferenc Futurista (František Fiala)

## G
- Veronika Gajerová
- Věra Galatíková
- Anna Geislerová
- Zuzana Geislerová
- Adéla Gondíková
- Arnošt Goldflam
- Nataša Gollová (r. Hodáčová; Ada Goll)
- Hana Gregorová

## H
- Hugo Haas
- Matěj Hádek
- Zdena Hadrbolcová
- Ladislav Hampl
- Tomáš Hanák
- Petr Haničinec
- Štěpánka Haničincová
- Jaromír Hanzlík
- Vlastimil Hašek
- Karel Hašler
- Zdeněk Gina Hašler
- Václav Havelka
- Vojtěch Havelka
- Libuše Havelková
- Rozálie Havelková
- Dagmar Havlová (Dagmar Veškrnová)
- Karel Heřmánek
- Ljuba Hermanová
- Annelie Herz
- Eva Herzigová
- Daniela Hlaváčová
- Jana Hlaváčová
- Vladimír Hlavatý (1905-1992)
- Josef Hlinomaz
- Michael Hofbauer
- Tereza Hofová
- Karel Höger
- Hana Holišová
- Eva Holubová
- Karel Höger
- Miroslav Horníček
- Jan Hraběta
- Marta Hrachovinová
- Rudolf Hrušínský
- Jiří Hrzán
- Eva Hudečková
- Martina Hudečková
- Daniel Hůlka

## I
- Rudolf Inemann
- Klára Issová
- Martha Issová
- Zdeněk Izer

## J
- Petr Jákl
- Petr Jančařík
- Alena Jančaříková
- Vítězslav Jandák
- Ivan Jandl (1937-1987)
- Klára Jandová
- Zorka Janů
- Iva Janžurová
- Rudolf Jelínek
- Eva Jeníčková
- Ota Jirák
- Jiřina Jirásková
- Petra Jungmanová
- Tomáš Juřička
- Lucie Juřičková

## K
- Zita Kabátová
- Irena Kačírková
- Oldřich Kaiser
- Karolína Kaiserová
- Zuzana Kajnarová
- Veronika Kánská
- Jan Kanyza
- Valerie Kaplanová
- Jan Kašpar
- Josef Kemr
- Jaroslav Kepka
- Jan Klusák
- Václav Knop
- Franta Kocourek
- Jiří Kodet
- Barbora Kodetová
- Jakub Kohák
- Jan Stanislav Kolár
- Josef Jiří Kolár
- Marie (Máša) Kolárová, r. Hermanová
- Daniela Kolářová
- Naďa Konvalinková
- Miloš Kopecký
- Václav Kopta
- Otomar Korbelář
- Lubomír Kostelka
- Petr Kostka
- Tereza Kostková
- Zora Kostková
- Václav Kotek
- Jorga Kotrbová
- Tamara Kotrbová
- Václav Kotva
- František Kovářík (1886-1984)
- Zdeněk Kozák
- Laďka Kozderková
- Josef Král (1899-1979)
- Jiří Krampol
- Adam Kraus
- Jan Kraus
- Martin Kraus
- Jana Krausová
- Kateřina Kristelová
- Miroslav Krobot (tudi gledal. režiser)
- Lenka Krobotová
- Jiří Krytinář
- Eliška Křenková
- Pavel Kříž
- Veronika Kubařová
- Tereza Kučerová
- Marie Kyselková

## L
- Marián Labuda
- Jiří Lábus
- Otto Lackovič
- Pavel Landovský
- Jiří Langmajer
- Lukáš Langmajer
- Josef Langmiler
- Francis Lederer
- Eva Leimbergerová
- František Lier
- Anna Linhartová
- Lubomír Lipský
- Jiří Lír
- Katerina Lírová
- Pavel Liška
- Václav Lohniský
- Kateřina Lojdová
- Magda Lokvencová?
- Herbert Lom
- Radovan Lukavský

## M
- Jiří Macháček
- Berta Macháčková
- Hana Maciuchová
- Jiří Mádl
- Zdeněk Mahdal
- Stanislav Majer
- Vladimír Majer
- Monika Malácová
- Kristýna Maléřová-Podzimková
- Lilian Malkina (ruskega rodu)
- Adina Mandlová
- Jaroslav Marvan
- Suzanne Marwille
- David Matásek
- Lucie Matoušková
- Waldemar Matuška
- Carmen Mayerová
- Dana Medřická
- Miloslav Mejzlík
- Jiřina Mencáková
- Vladimír Menšík
- Alena Mihulová
- Zuzana Mistríková (slovaškega rodu)
- Josef Mladý
- Dana Morávková
- Marie Motlová
- Jaroslav Moučka
- Ladislav Mrkvička
- Luděk Munzar
- Barbora Munzarová
- Oldřich Musil
- Míla Myslíková
- Martin Myšička

## N
- Marie Nademlejnská
- Aleš Najbrt ?
- Petr Nárožný
- Růžena Nasková (r. Nosková)
- Bořivoj Navrátil
- Oldřich Navrátil
- Václav Neckář
- František Němec
- Jiří Němec
- Michal Nesvadba
- Miloš Nesvadba
- Stanislav Neumann
- Václav Neužil
- Gustav Nezval
- Leos Noha
- Jaromír Nosek
- Růžena Nosková-Nasková
- Ivo Novák
- Josef Novák-Wajda
- Radvít Novák
- Kristýna Nováková (Kristýna Badinková Nováková)
- David Novotný
- Jan Novotný
- Oldřich Nový
- Pavel Nový
- David Nykl

## O
- Anny Ondra (češko-nemško-fr.?)
- Jiří Ornest

## P
- Jana Paulová
- Lukáš Pavlásek
- Iva Pazderková
- Ema Pechová
- Bořivoj Penc
- Ladislav Pešek
- Vlasta Peterková
- Jiřina Petrovická
- Marie Pilátová
- Theodor Pištěk
- Jindřich Plachta
- Jiří Pleskot
- Tereza Pokorná
- Jan Pokorný
- Barbora Poláková
- Bolek Polívka
- Vladimír Polívka
- Anna Polívková
- Klára Pollertová
- Bronislav Poloczek
- Nina Popelíková
- Karel Postranecký
- Václav Postránecký
- Ladislav Potměšil
- David Prachař
- Ilja Prachař
- Jakub Prachař
- Agáta Prachařová
- Jana Prachařová
- Přemysl Pražský
- Bolek Prchal
- Viktor Preiss
- Martin Preiss
- Jan Přeučil
- René Přibil
- Antonín Procházka
- Bedřich Prokoš
- Jaroslav Průcha
- Marie Ptáková

## R
- Jiří Racek
- Saša Rašilov
- Vladimír Ráž
- Zdeněk Řehoř
- Magdalena Reifová
- Filip Renč
- Jan Révai
- Milan Riehs
- Karel Roden
- Marian Roden
- Libuše Rogozová-Kocourková.(r. v Lj)
- Jaroslav Róna
- Boris Rösner
- Marie Rosůlková
- Genadij Rumlena
- Martin Růžek
- Helena Růžičková
- Helena Rytířová

## S
- Vladimír Salač
- Jaroslav Satoranský
- Olga Scheinpflugová
- Jiří Schmitzer
- Jitka Schneiderová
- Raoul Schránil
- Barbora Seidlová
- Jára (Jaroslav) Sedláček
- Andula (Ana) Sedláčková
- Andrea Sedláčková
- Marcella Sedláčková
- Jaroslav Seifert
- Ota Sklenčka
- Svatopluk Skopal
- Walter Slezak
- Karolína Slunéčková
- Jarmila Smejkalová
- František Smolík
- Ladislav Smoljak
- Daniela Smutná
- Jitka Smutná
- Luděk Sobota
- Ondřej Sokol
- Patricie Solaříková
- Josef Somr
- Jiří Sovák
- Jana Sováková
- Zdeněk Srstka
- Simona Stašová
- Milan Stehlík
- Simona Stašová
- Evelyna Steimarová
- Jiřina Steimarová
- Milena Steinmasslová
- Adam Stivín
- Zuzana Stivínová
- Martin Stránský
- Ladislav Struna
- Michal Suchánek
- Jiří Suchý
- Zdeněk Svěrák
- Jan Sviták
- Václav Svoboda
- Ilona Svobodová
- Petr Svojtka
- Dana Syslová

## Š
- Libuše Šafránková
- Zuzana Šavrdová
- Alena Šetřilová
- Oto Ševčík
- Otto Šimánek
- Čeněk Šlégl
- Růžena Šlemrová
- Jiří Šlitr
- Petra Špalková
- Jakub Štáfek
- Jan Šťastný
- Petr Štěpán
- Martin Štěpánek
- Petr Štěpánek
- Zdeněk Štěpánek
- Jana Štěpánková
- Jiří Štěpnička
- Jiřina Štěpničková
- Miloslav Štibich
- Nikol Štíbrová
- Zuzana Šulajová
- Jana Šulcová
- Alois Švehlík
- David Švehlík
- Jiřina Švorcová
- Libuše Švormová

## T
- Miroslav Táborský
- Marek Taclík
- Hana Talpová
- Pavel Taussig
- Jan Teplý (st./ml.)
- Lenka Termerová
- Zdenka Teršová
- Věra Tichánková
- Jana Tomečková
- Tomáš Töpfer
- Pavel Trávníček
- Václav Trégl
- Martin Trnavský
- Ivan Trojan
- Ladislav Trojan
- Barbara Trojanová
- Jan Tříska

## U
- Jan František Uher

## V
- Petr Vacek
- Jiří Vala
- Radek Valenta
- Radim Vašinka
- Marek Vašut
- Eva Vejmělková
- Oldřich Velen
- Luboš Veselý
- Ondřej Vetchý
- Josef Větrovec
- Tatiana Vilhelmová
- Josef Vinklář
- Pavla Vitázková
- Hana Vítová
- Oldrich Vlach
- Lenka Vlasáková
- Eduard Vojan
- Jaroslav Vojta
- Pavel Vondruška
- Petr Voříšek
- Jiří Voskovec
- Jaroslav Vozáb
- Alena Vránová
- Gabriela Vránová
- Simona Vrbická
- Jiří Vršťala
- Václav Vydra
- Jiří Vyorálek
- Ivan Vyskočil
- Anife Ismet Hassan Vyskočilová

## W
- Marie Waltrová
- Jaroslav Weigel
- Jan Werich
- Jana Werichová
- Gabriela Wilhelmová
- Pavlina Wolfová

## Z
- Jan Zadražil
- Jiří Zahajský
- Martin Zahálka
- Bohumil Záhorský
- Vlastimil Zavřel
- Stella Zázvorková
- Pavel Zedníček
- Lucie Zedníčková
- Jitka Zelenohorská
- Jonáš Zima
- Karel Zima
- Magdaléna Zimová
- Stanislav Zindulka
- Martin Zounar

## Ž
- Zdeňka Žádníková-Volencová
- Ludmila Želenská
- Milada Želenská
- Drahoš Želenský
- Karel Želenský
- Karel Želenský mladší
- Máňa Ženíšková
- Ladislav Županič